# Baillie Hamiltoneiland
Baillie Hamiltoneiland (Engels: Baillie-Hamilton Island) in de Noordelijke IJszee is een van de Koningin Elizabetheilanden in Canadese Arctische Archipel. Bestuurlijk behoort het tot het territorium Nunavut. Het heeft een oppervlakte van 290 km² en is onbewoond.
Het eiland is genoemd naar Ker Baillie Hamilton, die van 1852 tot 1855 gouverneur was van Newfoundland.